# Niketa Calame
Niketa Calame (ur. 10 listopada 1980) – amerykańska aktorka, która użyczyła głosu małej Nali w filmie Król lew.